# Kamelia (imię)
Kamelia – imię żeńskie pochodzące od nazwy kwitnącego krzewu nazwanego na cześć botanika i misjonarza Georga Josepha Kamela.
Kamelia imieniny obchodzi 3 lipca oraz 3 sierpnia.